# The Cove - La baia dove muoiono i delfini
The Cove è un documentario statunitense del 2009 diretto da Louie Psihoyos, che descrive la caccia annuale del delfino che si svolge in un parco nazionale giapponese a Taiji, da settembre ad aprile.

## Produzione
Il film, registrato a Taiji in segreto per cinque anni e successivamente censurato in Giappone, documenta le tecniche utilizzate per la cattura e l'uccisione dei delfini e l'alto tasso di mercurio presente nella carne di delfino, consumata dalla popolazione di Taiji.

## Distribuzione
Il 7 marzo 2010 il film ha vinto l'Oscar al miglior documentario.

## Riconoscimenti
- Oscar 2010 al miglior documentario
- National Board of Review Awards 2009 al miglior documentario
- Directors Guild of America Award per la miglior regia di un documentario
- Producers Guild Award per il miglior documentario
- Los Angeles Film Critics Association al miglior documentario
- Audience Award al Sundance Film Festival